# Machados
Machados är en kommun i Brasilien.   Den ligger i delstaten Pernambuco, i den östra delen av landet, 1 600 km nordost om huvudstaden Brasília. Antalet invånare är 13 632.
Omgivningarna runt Machados är en mosaik av jordbruksmark och naturlig växtlighet. Runt Machados är det ganska tätbefolkat, med 83 invånare per kvadratkilometer.